# Ипсайм
Ипсайм (фр. Hipsheim) — коммуна на северо-востоке Франции в регионе Гранд-Эст (бывший Эльзас — Шампань — Арденны — Лотарингия), департамент Нижний Рейн, округ Селеста-Эрстен, кантон Эрстен.
Площадь коммуны — 4,52 км², население — 775 человек (2006) с тенденцией к росту: 901 человек (2013), плотность населения — 199,3 чел/км².

## Население
Население коммуны в 2011 году составляло 830 человек, в 2012 году — 865 человек, а в 2013-м — 901 человек.
| 1962 | 1968 | 1975 | 1982 | 1990 | 1999 | 2006 | 2008 | 2011 | 2012 | 2013 |
| ---- | ---- | ---- | ---- | ---- | ---- | ---- | ---- | ---- | ---- | ---- |
| 491  | 523  | 475  | 514  | 631  | 770  | 775  | 776  | 830  | 865  | 901  |

Динамика населения:

## Экономика
В 2010 году из 580 человек трудоспособного возраста (от 15 до 64 лет) 450 были экономически активными, 130 — неактивными (показатель активности 77,6 %, в 1999 году — 74,1 %). Из 450 активных трудоспособных жителей работали 422 человека (212 мужчин и 210 женщин), 28 числились безработными (14 мужчин и 14 женщин). Среди 130 трудоспособных неактивных граждан 60 были учениками либо студентами, 54 — пенсионерами, а ещё 16 — были неактивны в силу других причин.

## Достопримечательности (фотогалерея)

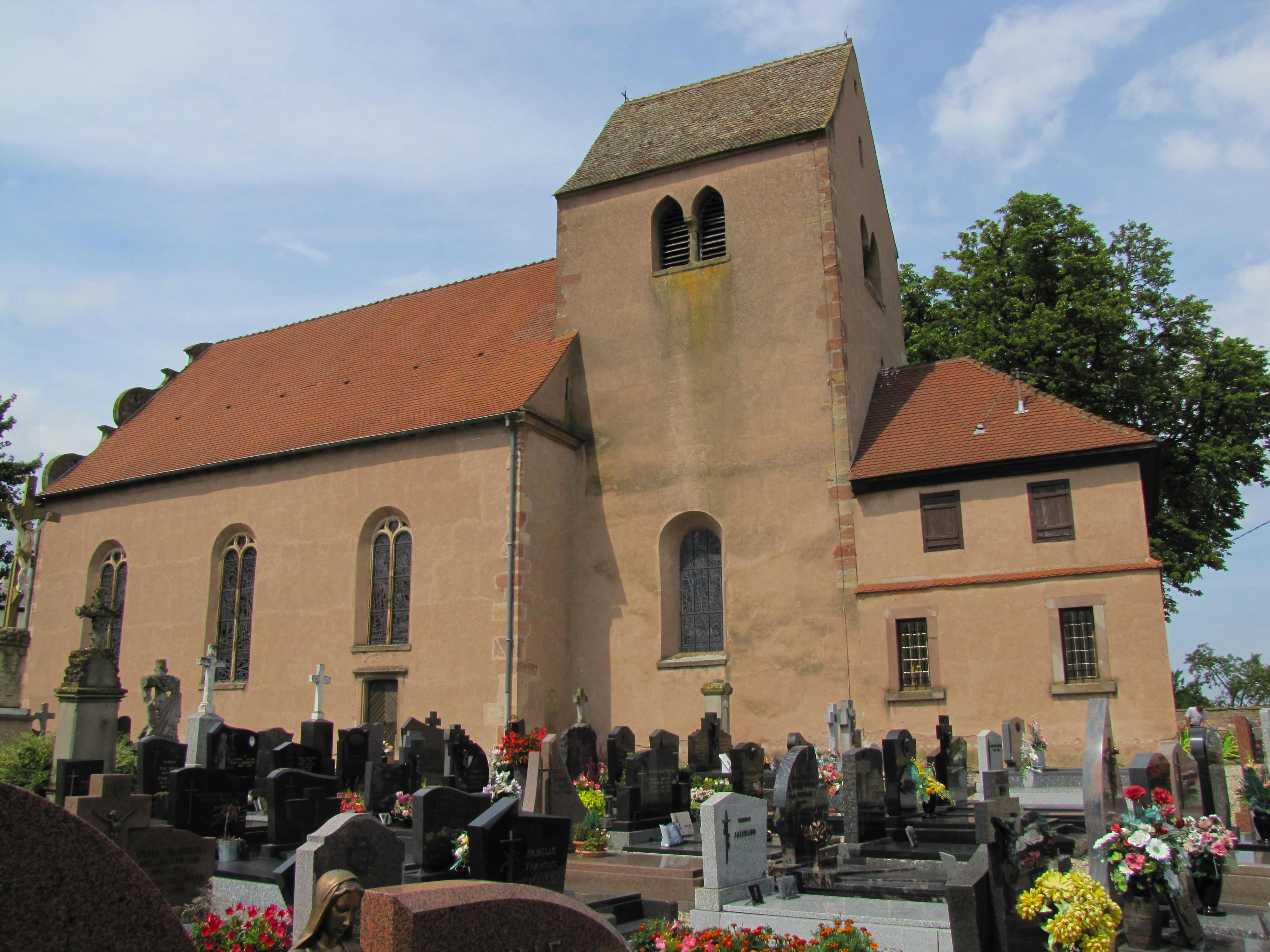
Часовня Сен-Лудан
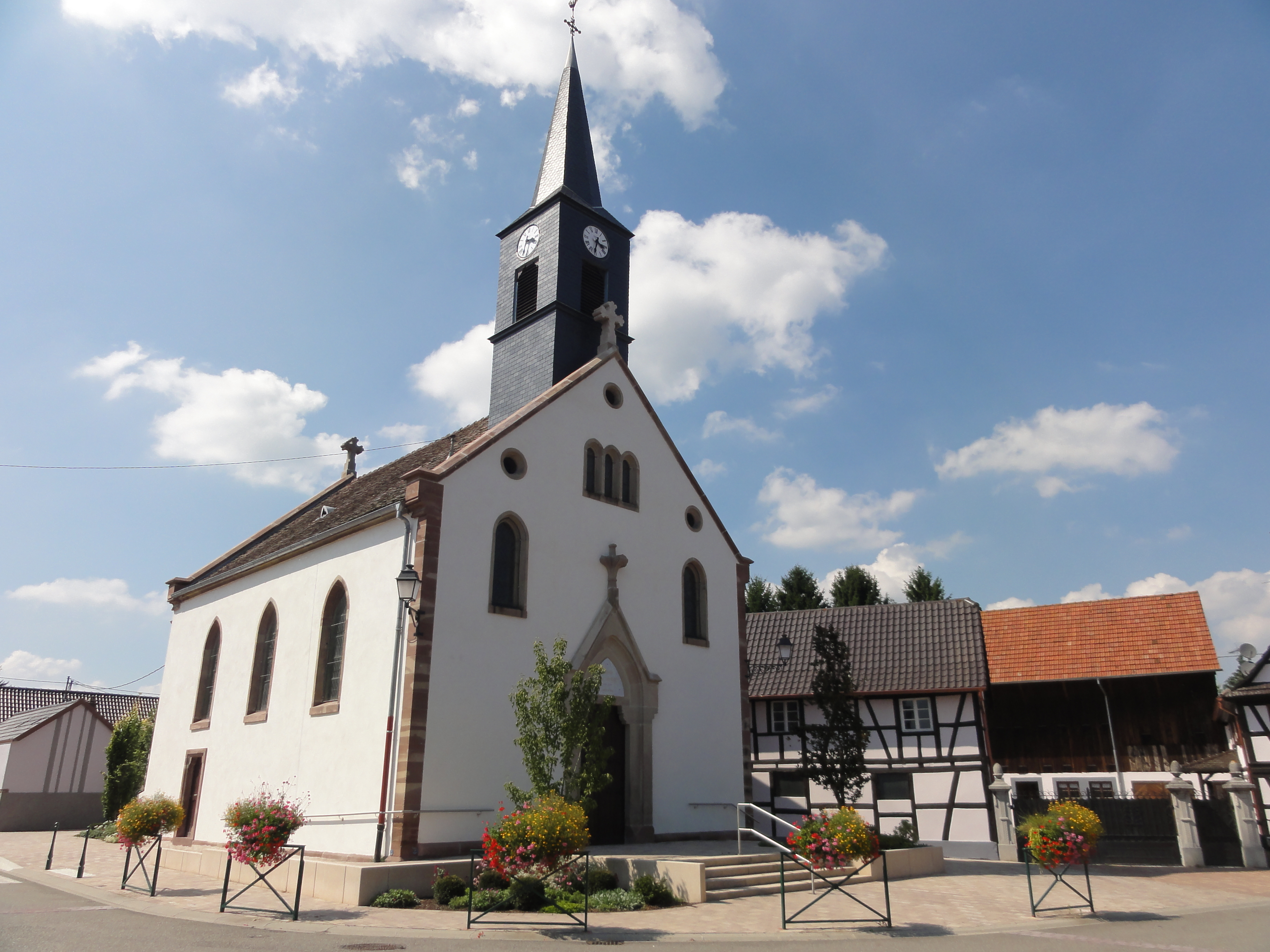
Часовня Сент-Винделин
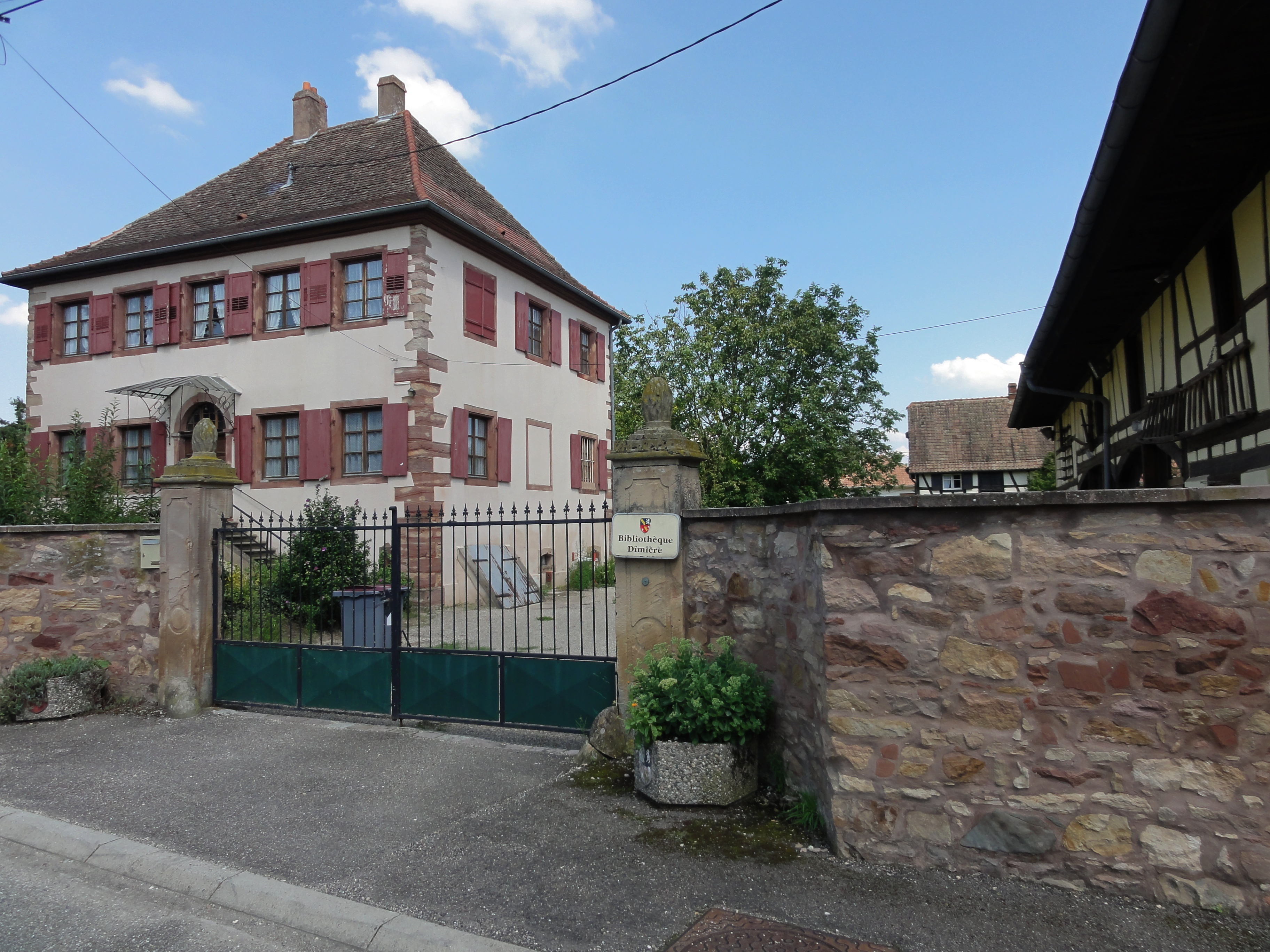
Дом священника
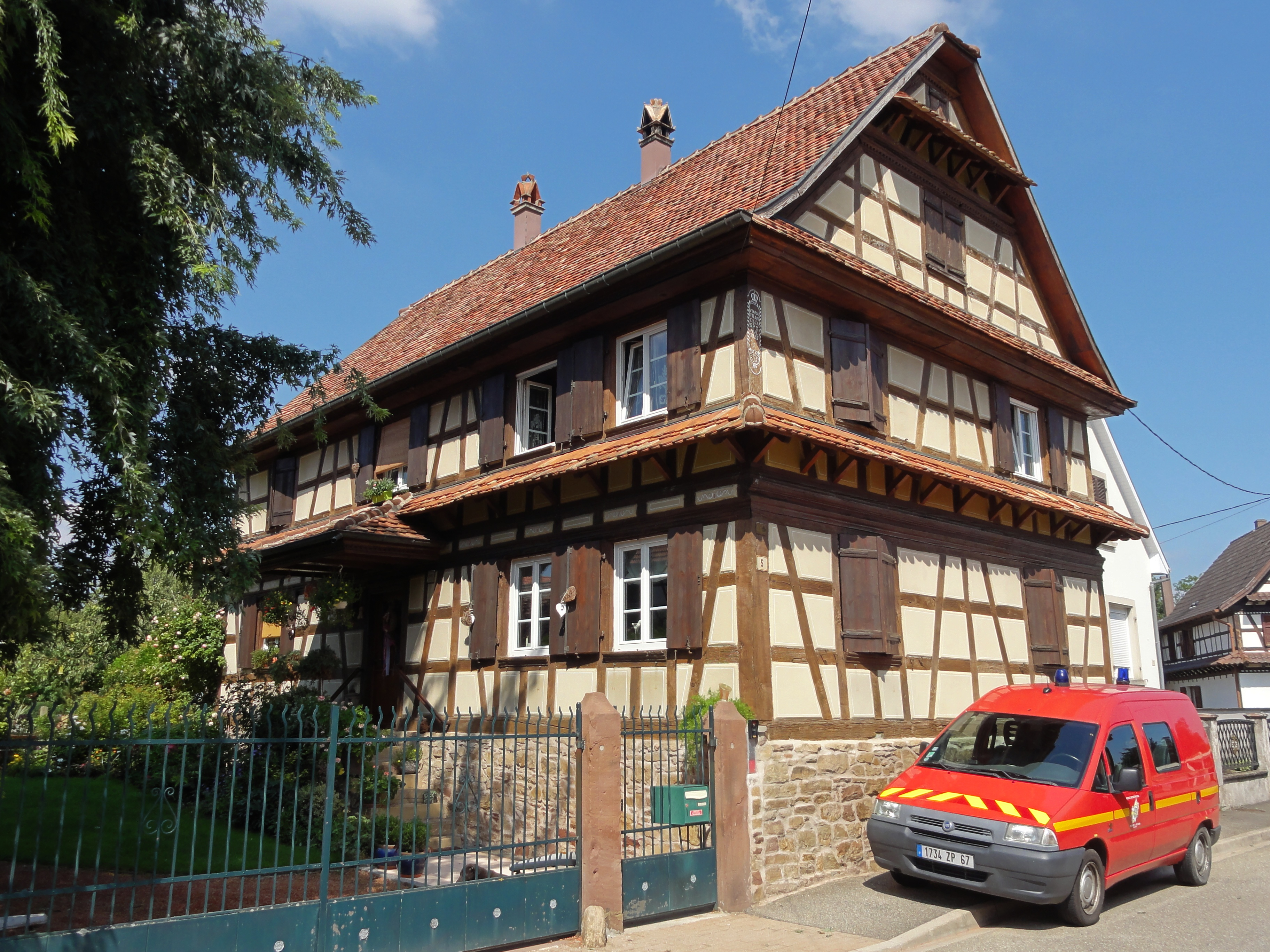
Старое здание
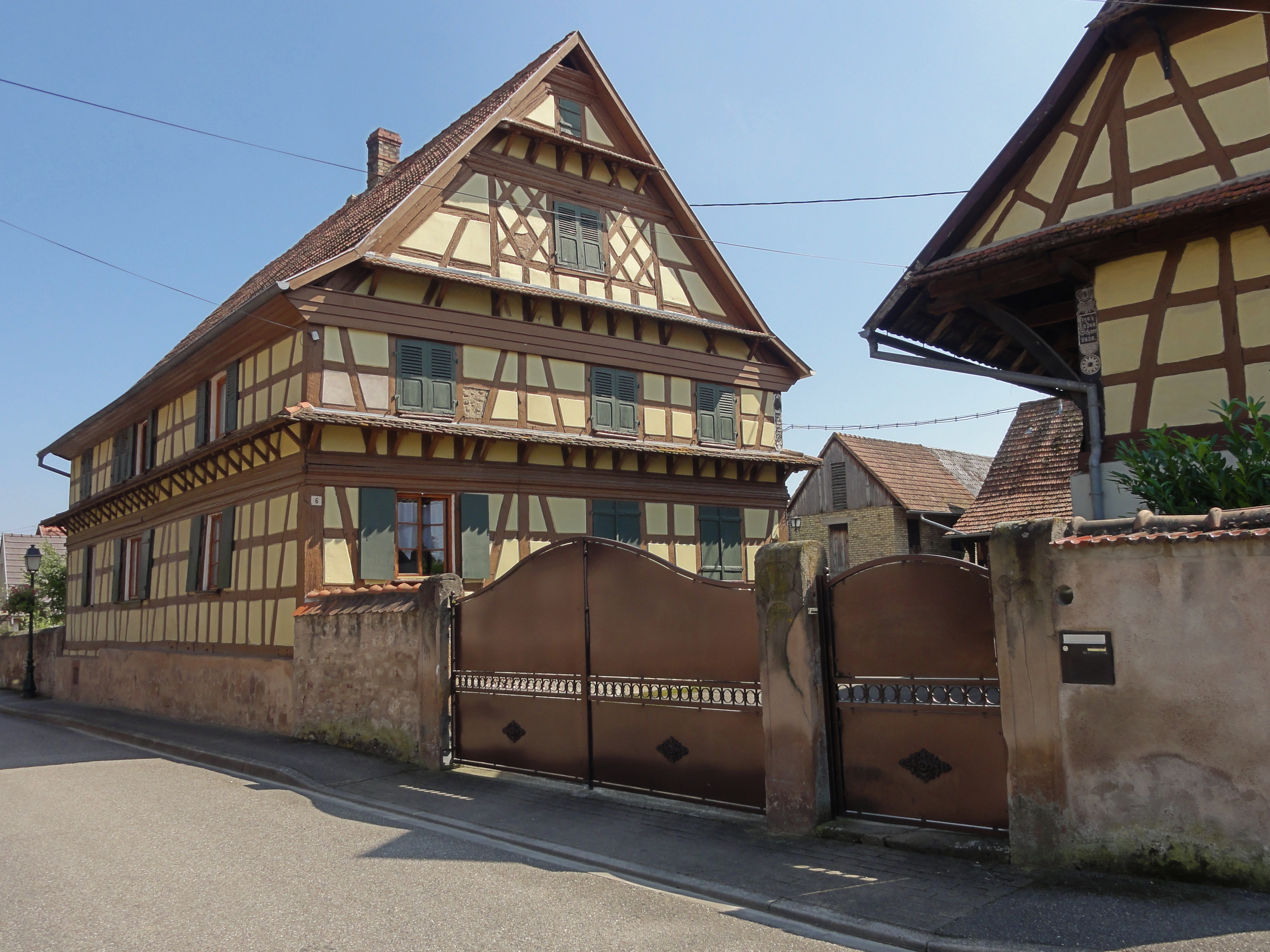
Старое здание
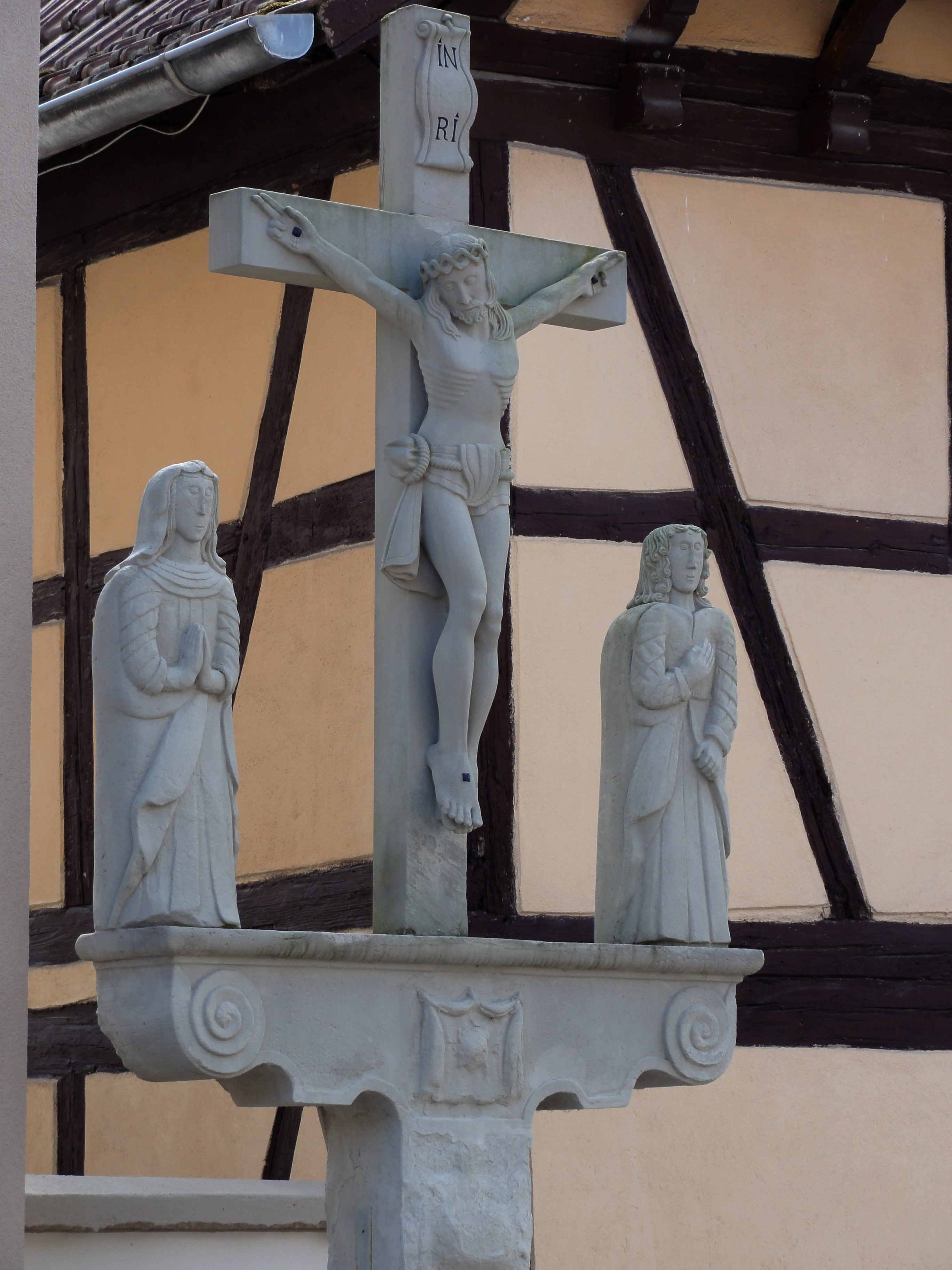
Распятие возле часовни Сен-Лудан